# 渡部信一
渡部 信一（わたべ しんいち、1957年6月12日 - ）は、宮城県仙台市出身の日本の教育学者（教育心理学、認知科学）。
東北大学大学院教育学研究科教授。
博士（教育学）。

## 略歴
宮城県仙台市生まれ。
東北大学教育学部卒業。
東北大学大学院教育学研究科博士課程前期課程修了。
福岡教育大学助教授、東北大学大学院教育学研究科助教授などを歴任。
2002年より東北大学大学院教育情報学研究部教授。
2008年より東北大学大学院教育情報学研究部・教育部　研究部長・教育部長（5期・10年）。
2018年、東北大学大学院教育学研究科　教授（組織再編による統合）。

## 編著書
- 単著『ＡＩ×データ時代の「教育」戦略』（大修館書店 2021）
- 編著『ＡＩ時代の教師・授業・生きる力』（ミネルヴァ書房 2020）
- 単著『ＡＩ研究からわかる「プログラミング教育」成功の秘訣』（大修館書店 2019）
- 単著『ＡＩに負けない「教育」』（大修館書店 2018）
- 編著『 教育現場の「コンピテンシー評価」：「見えない能力」の評価を考える』（ナカニシヤ出版 2017）
- 単著『 成熟時代の大学教育』（ナカニシヤ出版 2015）
- 単著『 日本の「学び」と大学教育 』（ナカニシヤ出版 2013）
- 単著『 超デジタル時代の「学び」─よいかげんな知の復権をめざして─ 』（新曜社 2012）
- 監修『高度情報化時代の「学び」と教育』（東北大学出版会 2011）
- 編著『「学び」の認知科学事典』（大修館書店 2010）
- 編著『日本の「わざ」をデジタルで伝える』（大修館書店 2007）
- 単著『ロボット化する子どもたち─「学び」の認知科学─』（大修館書店 2005）
- 編著『保育ライブラリー・障害児保育』（北大路書房 2005）
- 編著『自閉症児の育て方』（ミネルヴァ書房 2004）
- 編著『21世紀テクノロジー社会の障害児教育』（学苑社 2004）
- 単著『障害児は「現場」で学ぶ』（新曜社 2001）
- 編著『こころと言葉の相談室』（ミネルヴァ書房 2000）
- 編著『障害児教育の相談室』（ミネルヴァ書房 2000）
- 単著『鉄腕アトムと晋平君─ロボット研究の進化と自閉症児の発達─』（ミネルヴァ書房 1998）
- 翻訳『学習につまずいている子の指導マニュアル』（田研出版 1996）
- 翻訳『PBIの理論と実践』（田研出版 1994）